# Jens Engelen
Jens Engelen (* 3. Dezember 1991 in Lier) ist ein belgischer Eishockeyspieler, der seit 2019 bei den Eaters Geleen in der belgisch-niederländischen BeNe League spielt. 

## Karriere
Jens Engelen begann seine Karriere als Eishockeyspieler bei den Phantoms Antwerp in der belgischen Ehrendivision. 2007 wechselte er zum Ligakonkurrenten HYC Herentals, mit dem er 2009 belgischer Meister wurde. Nach diesem Erfolg wechselte er in die Niederlande zu den Tilburg Trappers und wurde mit seiner neuen Mannschaft 2010 niederländischer Vizemeister und in der Folgesaison Pokalsieger. Aber bereits inmitten der Spielzeit 2010/11 kehrte er nach Herentals zurück und spielte neben seinen Einsätzen in der belgischen Liga auch im belgisch-niederländischen North Sea Cup. Nachdem Engelen mit Herentals 2012 zum zweiten Mal belgischer Landesmeister geworden war, wechselte sein Club in die niederländische Ehrendivision, wo er als einzige belgische Mannschaft antrat. Im Oktober 2014 wechselte er zu den Solway Sharks in die National Ice Hockey League, die dritte britische Liga. Seit 2015 spielt er erneut bei HYC Herentals und nunmehr in der neugegründeten belgisch-niederländischen BeNe League, deren erste Austragung er mit dem Klub 2016 gewinnen konnte. Damit war auch der Gewinn des belgischen Meistertitels verbunden. Daneben gewann er mit HYC 2012, 2013 und 2016 auch den belgischen Pokalwettbewerb.
Nachdem Engelen für zwei Jahre seine Karriere unterbrochen hatte, spielt er seit 2018 wieder in der BeNe League. 2018/19 wurde er mit seinem Heimatklub Phantoms Antwerp lediglich Elfter unter zwölf Mannschaften. In der Folgesaison wechselte er zu den Eaters Geleen in die Niederlande und erreichte mit der Mannschaft das Viertelfinale der Playoffs.

### International
Für Belgien nahm Engelen bereits an den U-18-Weltmeisterschaften 2007, 2008 und 2009 in der Division II teil. In der U20 spielte er bei den Weltmeisterschaften 2007, 2008, 2009, 2010 und 2011. Bei seinem ersten Auftritt 2007 mussten die Belgier in der untersten Klasse neu beginnen, wo durch einen zweiten Platz beim Turnier in Ankara der Aufstieg in die Division II gelang, in der Engelen die übrigen vier Turniere spielte.
Mit der Herren-Nationalmannschaft nahm Engelen an den Weltmeisterschaften der Division II 2009, 2010, 2011, 2012, 2013, 2014, als er der beste Scorer unter den Defensivspielern des Turniers war, und 2015, als er erneut Topscorer der Verteidiger wurde, teil. Dabei gelang ihm mit den Belgiern 2012 der Aufstieg von der B- in die A-Gruppe der Division II.

## Erfolge und Auszeichnungen
- 2007 Aufstieg in die Division II bei der U-20-Weltmeisterschaft, Division III
- 2009 Belgischer Meister mit HYC Herentals
- 2011 Niederländischer Pokalsieger mit den Tilburg Trappers
- 2012 Belgischer Meister und Pokalsieger mit HYC Herentals
- 2012 Aufstieg in die Division II, Gruppe A, bei der Weltmeisterschaft der Division II, Gruppe B
- 2013 Belgischer Pokalsieger mit HYC Herentals
- 2016 Gewinn der BeNe League, belgischer Meister und Pokalsieger mit HYC Herentals

## Statistik
(Stand: Ende der Spielzeit 2019/20)